# Tunelul de la Godarville
Tunelul de la Godarville este un fost tunel navigabil de pe canalul Charleroi-Bruxelles, situat în Godarville, un sat din comuna belgiană Chapelle-lez-Herlaimont. Tunelul are o lungime de circa 1050 metri.

## Istoric
Pentru a depăși diferențele de nivel semnificative de pe canalul Charleroi-Bruxelles, pe valea râului Samme, între Ronquières și Seneffe, au fost construite numeroase ecluze, iar în cătunul „La Bête Refaite” a fost străpuns în 1832 un tunel cu o lungime de 1267 m.
La scurtă vreme, în urma exploziei activităților industriale, s-a simțit nevoia creșterii capacității de transport pe canal, iar între 1854 și 1857 au fost întreprinse lucrări de lărgire și adâncire a acestuia pentru a permite navigația ambarcațiunilor de până la 350 de tone. Deoarece vechiul tunel de la Bête Refaite, având o lățime de doar 4 metri, constituia un punct de strangulare, a fost construit un nou tunel în apropierea satului Godarville. Prin construcția acestuia a putut fi redus și numărul ecluzelor de pe canal, de la 55 anterior la doar 30. Tunelul a fost executat de compania Entreprise Daudergnies, iar lucrările au demarat în martie 1882. Lucrarea a fost inaugurată în 1885. În interior, la sud față de cursul canalului, a fost amenajat un trotuar pavat cu piatră cubică pe care circulau caii care tractau ambarcațiunile.
După al Doilea Război Mondial s-a decis o nouă lărgire a canalului, care să permită circulația navelor de până la 1350 de tone. Deoarece nici cursul râului Samme, nici tunelul de la Godarville nu puteau asigura gabaritele cerute de această lărgire, a fost nevoie de construirea unui nou traseu al canalului între Ronquières și Godarville. În 1968, la Ronquières a fost inaugurat un plan înclinat, prin a cărui construcție a fost din nou redus numărul total al ecluzelor, de la 30 la numai 11 (incluzând și planul). La Godarville, noul traseu al canalului a fost realizat într-o mare tranșee deschisă, la vest de tunel.
Tunelul de la Godarville a fost abandonat în 1958. Ambele sale portaluri sunt actualmente închise cu mari porți metalice pentru a descuraja accesul publicului și a împiedica diferențele mari de temperatură sau pătrunderea frigului și vântului puternic din timpul iernii. Actualmente tunelul adăpostește colonii de chiroptere, specie protejată.
Pe 21 martie 1978, Comisia Regală a Monumentelor și Siturilor din Belgia a clasat tunelul ca monument de patrimoniu industrial.

## Caracteristici dimensionale
- lungime: 1050 m
- lățime: 8 m
- lățimea maximă a ambarcațiunilor: 5 m
- pescaj maxim: 2,1 m

## Galerie de imagini

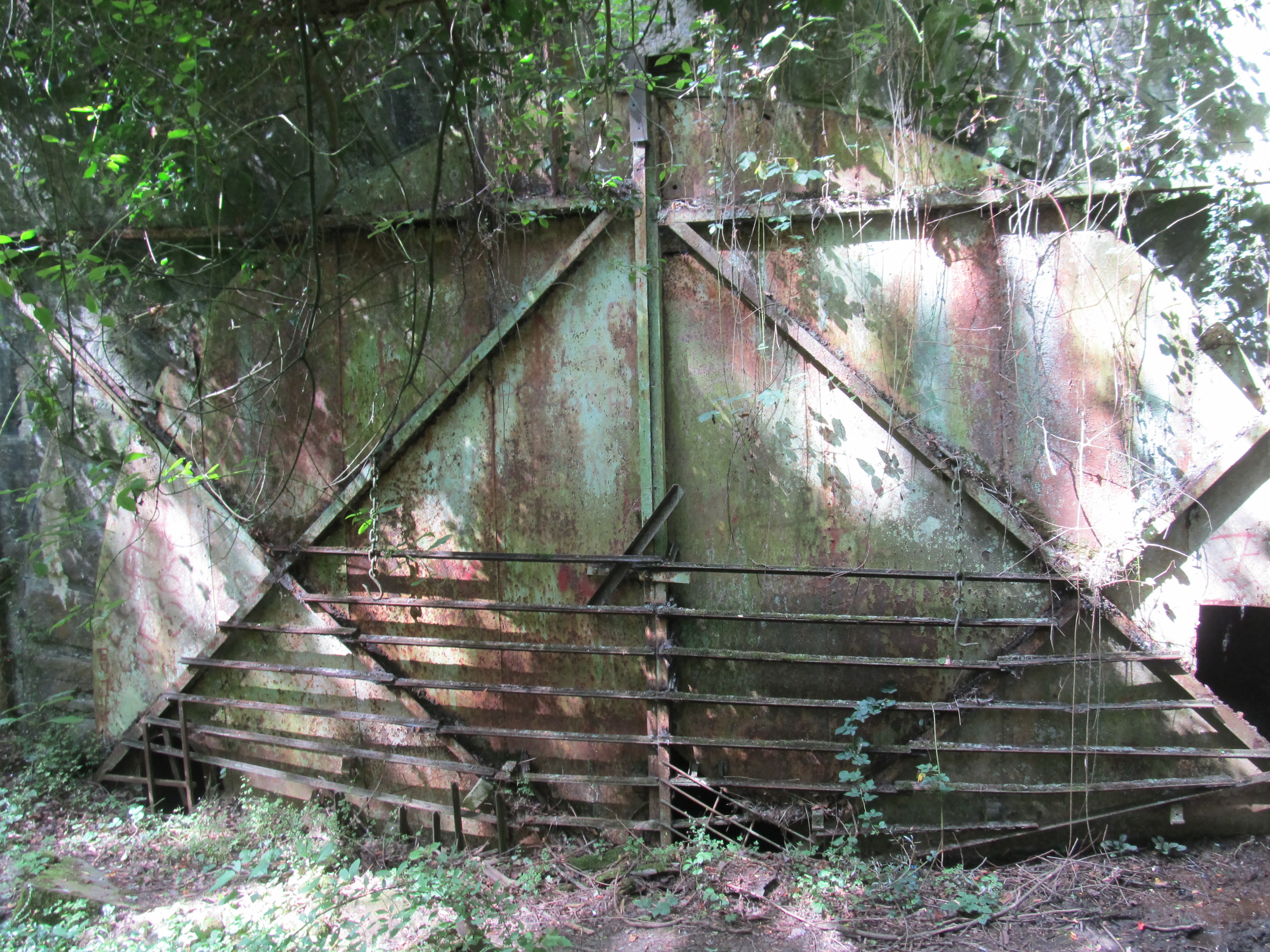
Portalul de sud
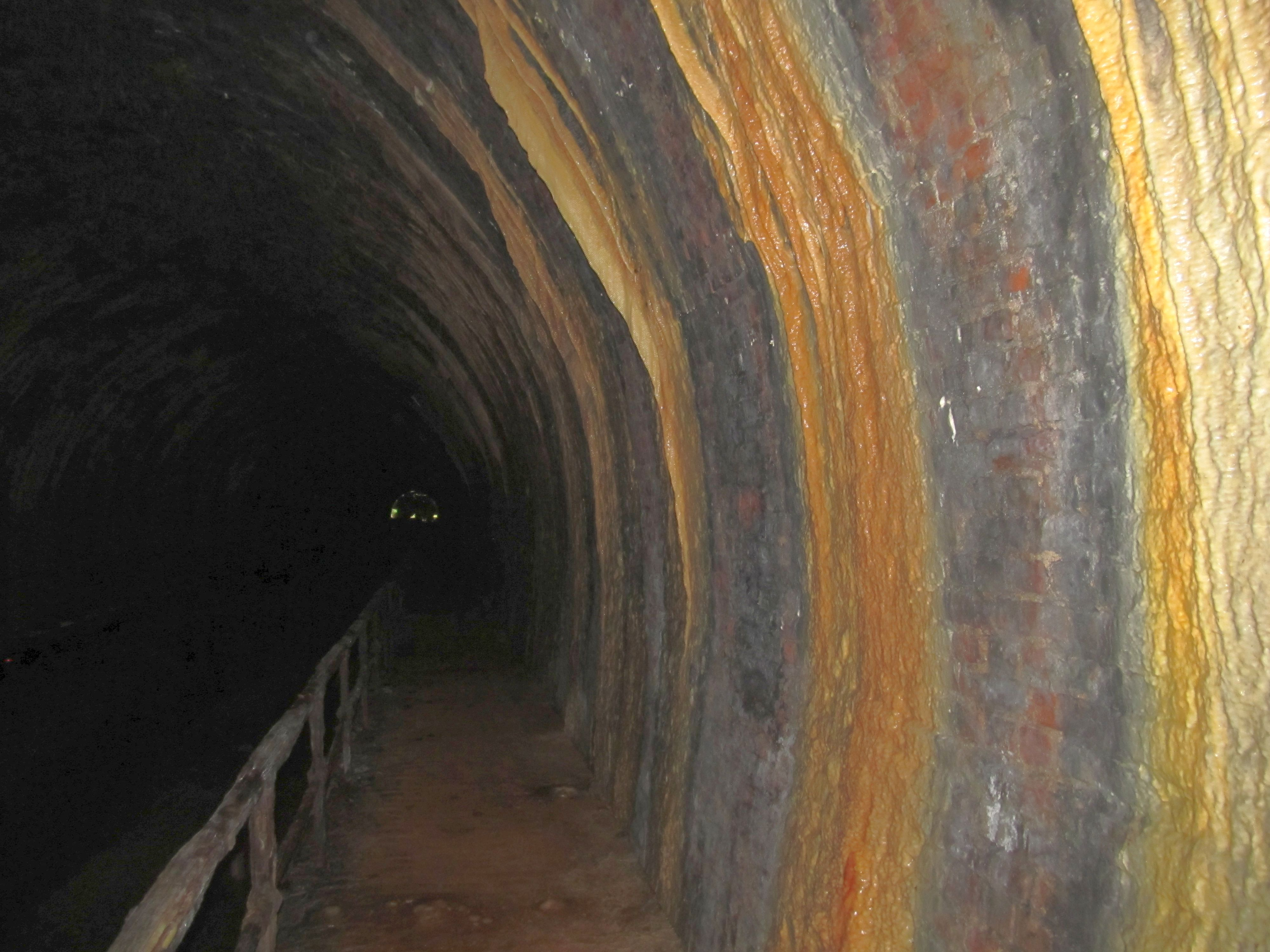
Interiorul tunelului
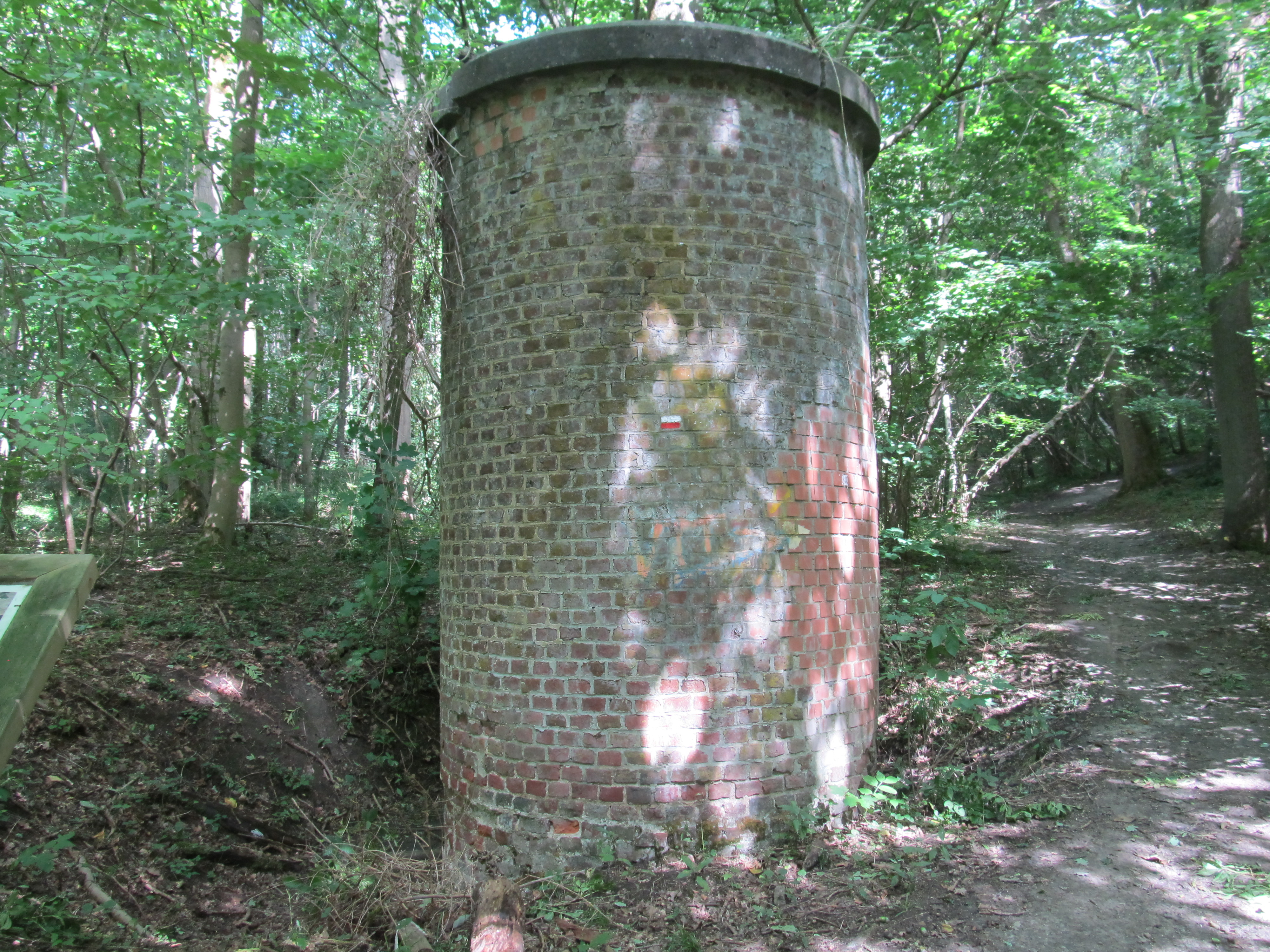
Puț de ventilație
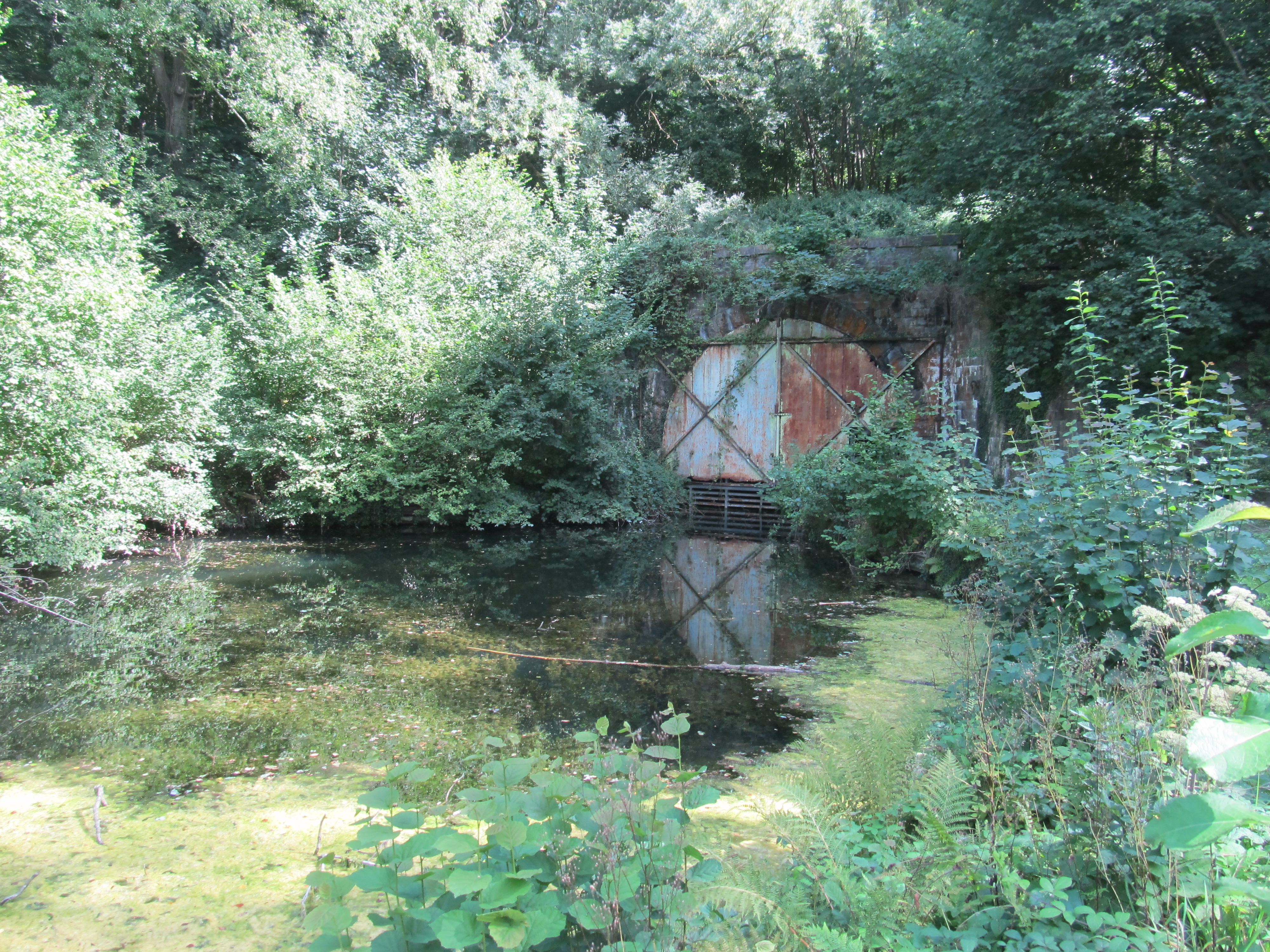
Portalul de nord, pe o secțiune abandonată a canalului
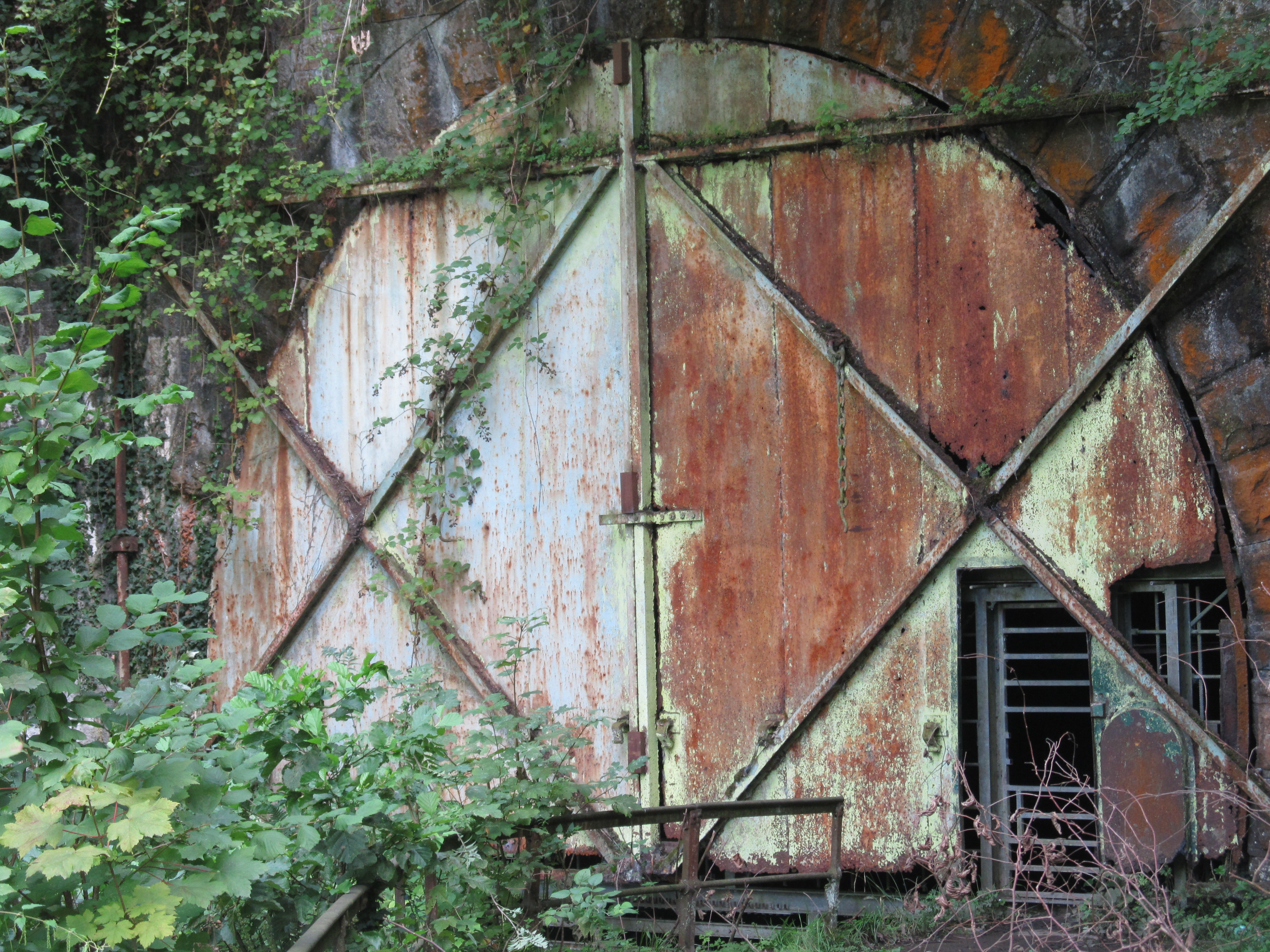
Portalul de nord